# A. J. Pollock
Pour les articles homonymes, voir Pollock.
Allen Lorenz Pollock (né le 5 décembre 1987 à Hebron, Connecticut, États-Unis) est un joueur de champ extérieur des Ligues majeures de baseball évoluant pour les White Sox de Chicago.

## Carrière
A. J. Pollock est un choix de première ronde des Diamondbacks de l'Arizona en 2009. Joueur à l'Université Notre-Dame, il est le 17e athlète au total réclamé cette année-là par un club des Ligues majeures. 
En octobre 2011, Pollock gagne une médaille d'argent avec l'équipe des États-Unis de baseball aux Jeux panaméricains à Guadalajara. Il marque le seul point de son équipe dans le match pour la médaille d'or, perdu 2-1 face au Canada.
Pollock fait ses débuts dans le baseball majeur le 18 avril 2012 avec les Diamondbacks de l'Arizona. Il réussit son premier coup sûr dans les majeures le 23 avril suivant contre le lanceur José Contreras des Phillies de Philadelphie, claque son premier coup de circuit le 11 mai aux dépens de Madison Bumgarner des Giants de San Francisco, et complète son premier passage dans les grandes ligues avec 20 coups sûrs, deux circuits et 8 points produits en 31 matchs joués. 
En 2013, il devient joueur à temps plein des Diamondbacks. En 137 matchs à son année recrue, Pollock frappe pour ,269 avec 119 coups sûrs, 28 doubles, 8 circuits et 38 points produits. Il marque 64 points et réussit 12 vols de buts.
En 2014, il manque trois mois complets du calendrier régulier (juin à août) après s'être cassé la main droite lorsque atteint par un lancer de Johnny Cueto des Reds de Cincinnati.
Pollock s'impose comme l'un des meilleurs joueurs des Diamondbacks en 2015. Il honore à la mi-saison sa première invitation au match des étoiles, remporte un Gant doré pour ses prouesses défensives, et termine 14e du vote désignant le joueur par excellence de la Ligue nationale au terme d'une campagne de 20 circuits, 39 buts volés et 76 points produits où sa moyenne au bâton se chiffre à ,315 en 157 matchs joués.
Le 1er avril 2016, trois jours avant le début de la nouvelle saison des Diamondbacks, Pollock se fracture le coude droit en glissant au marbre lors d'un match préparatoire contre Kansas City.